# Multiclavula
Multiclavula R.H. Petersen – rodzaj grzybów z rodziny kolczakowatych (Hydnaceae). W Polsce występuje jeden gatunek – Multiclavula mucida. 

## Systematyka i nazewnictwo
Pozycja w klasyfikacji według Index Fungorum: Clavulinaceae, Cantharellales, Incertae sedis, Agaricomycetes, Agaricomycotina, Basidiomycota, Fungi.

## Gatunki
- Multiclavula calocera (G.W. Martin) R.H. Petersen 1967
- Multiclavula clara (Berk. & M.A. Curtis) R.H. Petersen 1967
- Multiclavula constans (Coker) R.H. Petersen 1967
- Multiclavula coronilla (G.W. Martin) R.H. Petersen 1967
- Multiclavula corynoides (Peck) R.H. Petersen 1967
- Multiclavula delicata (Fr.) R.H. Petersen 1967
- Multiclavula fossicola (Corner) R.H. Petersen 1967
- Multiclavula hastula (Corner) R.H. Petersen 1967
- Multiclavula ichthyiformis Nelsen, Lücking, Umaña, Trest & Will-Wolf 2007
- Multiclavula mucida (Pers.) R.H. Petersen 1967 – tzw. koralóweczka śluzowata
- Multiclavula pogonati (Coker) R.H. Petersen 1967
- Multiclavula samuelsii R.H. Petersen 1988
- Multiclavula sharpii R.H. Petersen 1967
- Multiclavula sinensis R.H. Petersen & M. Zang 1986
- Multiclavula vernalis (Schwein.) R.H. Petersen 1967

Nazwy naukowe na podstawie Index Fungorum. Nazwy polskie według Władysława Wojewody.